# 2013年の世界ラリー選手権

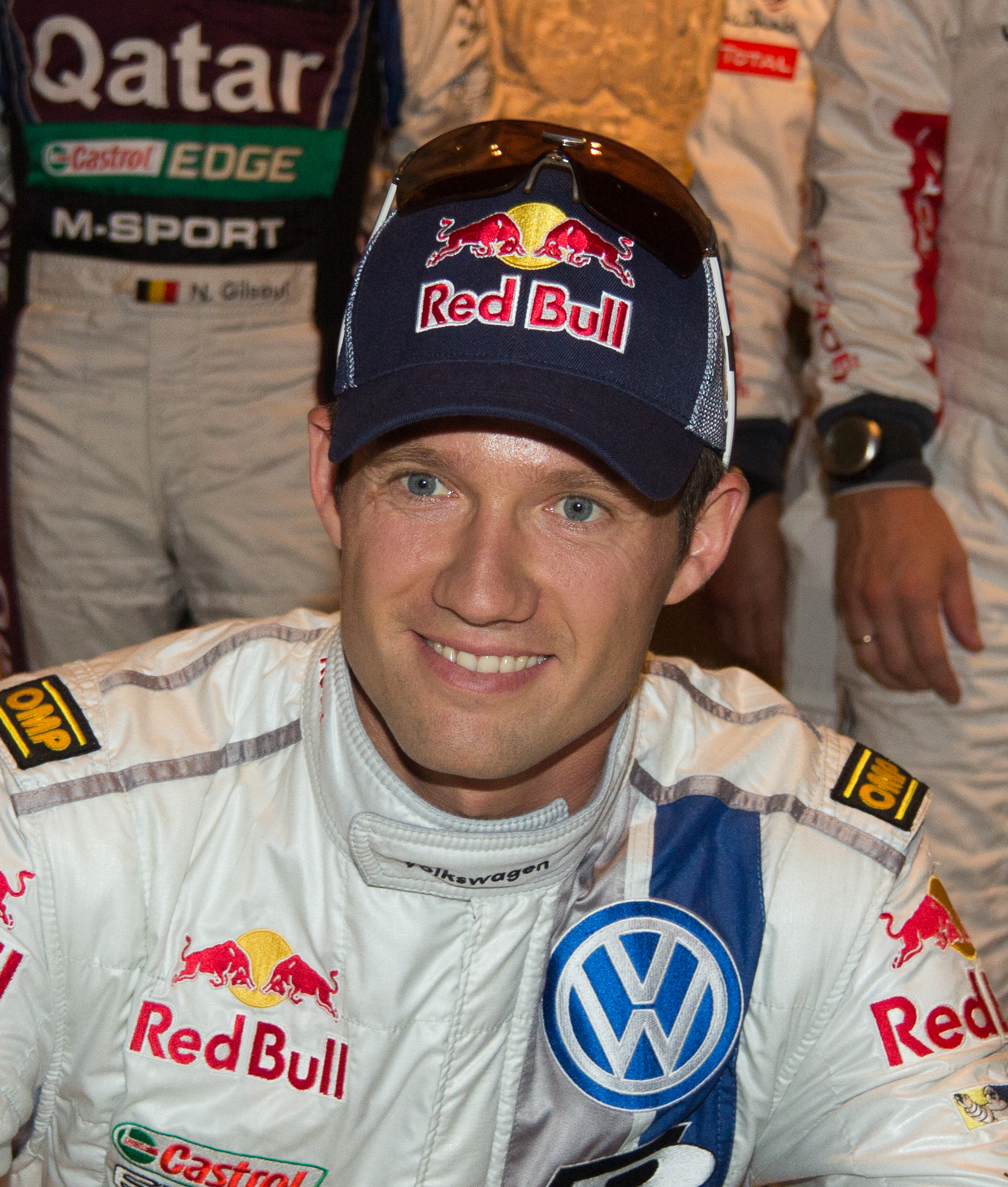
ドライバーズチャンピオンに輝いたセバスチャン・オジェ（ラリー・ドイツにて）

2013年の世界ラリー選手権（2013ねんのせかいラリーせんしゅけん、2013 World Rally Championship season）は、FIA世界ラリー選手権の第41回大会である。1月16日のラリー・モンテカルロで開幕し、11月17日のウェールズ・ラリーGBまで全13戦で争われた。

## 概要

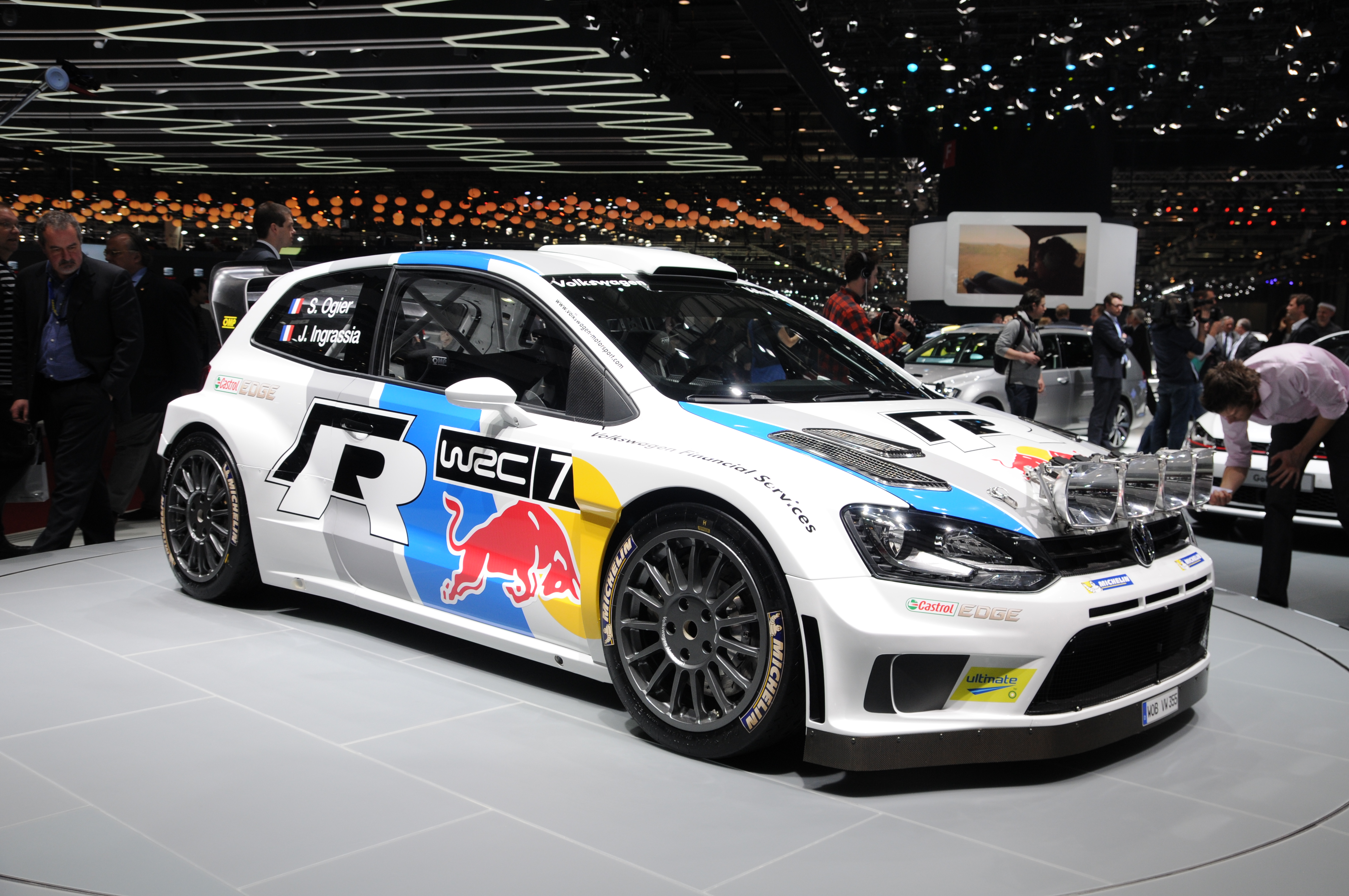
ワークス参戦初年度にタイトルを獲得したポロR WRC

フォルクスワーゲンがポロR WRCでシリーズにワークスとして参入する。一方フォードとミニはフィエスタ RS WRCおよびジョン・クーパー・ワークスWRCでのワークス参戦を終了した。両者はそれぞれの車両をカスタマーチームに対して供給継続する。
2013年シーズンはスーパー2000およびグループNに代わるカテゴリーのグループRが初めて開催されるシーズンとなる。WRCのサポートシリーズとして開催されていたスーパー2000、グループN、WRCアカデミーの3つのカテゴリーは再構成され、スーパー2000、グループNおよびグループRの4輪駆動車はWRC-2、グループRの2輪駆動車はWRC-3、WRCアカデミーはジュニアWRCとなった。また、グループN車両でWRC-2に参戦する登録されたエントラントはFIAプロダクションカーカップが与えられる。
2012年に9連覇を達成したセバスチャン・ローブはフル参戦ではなくパートタイムとなる。ローブは4戦に出場し、地元のラリー・フランスでWRCから引退した。
ラリー・フランスにおいてカタール・ワールドラリーチームのティエリー・ヌービルが序盤のパワーステージで最大得点を得るのに失敗したため、フォルクスワーゲン・モータースポーツのセバスチャン・オジェがドライバーズタイトルを決定した。オジェは自身初のタイトル獲得となる。ヌービルは157ポイントでランキング2位となった。3位は12ポイント差でオジェのチームメイト、ヤリ＝マティ・ラトバラが入った。
マニファクチャラーズタイトルはラリー・カタルーニャでオジェとラトバラが1-2フィニッシュしたことでフォルクスワーゲン・モータースポーツが確定した。2位はアブダビ・シトロエン・トタル・ワールドラリーチームが、3位はカタール・Mスポーツ・ワールドラリーチームが獲得した。

## 2013年のスケジュール
2013年のカレンダーは2012年9月28日にシンガポールで開催された世界モータースポーツ評議会で発表された。シリーズは全13戦から成り、ヨーロッパ、南北アメリカ、オーストラリアで開催される。
| ラウンド | 開催日         | ラリー                                          | 開催中心地                             | 路面       |
| -------- | -------------- | ----------------------------------------------- | -------------------------------------- | ---------- |
| 1        | 1月16日-19日   | 第81回ラリー・オートモービル・モンテカルロ      | ローヌ＝アルプ地域圏ヴァランス         | 混合       |
| 2        | 2月7日-10日    | 第61回ラリー・スウェーデン                      | ヴェルムランド地方ハーグフォシュ       | 雪路       |
| 3        | 3月8日-10日    | 第27回ラリー・メキシコ                          | グアナファト州レオン                   | グラベル   |
| 4        | 4月11日-14日   | 第47回ラリー・ド・ポルトガル                    | アルガルヴェ地方ファロ                 | グラベル   |
| 5        | 5月3日-5日     | 第33回ラリー・アルゼンティーナ                  | コルドバ州ビラ・カルロス・パズ         | グラベル   |
| 6        | 5月31日-6月2日 | 第59回アクロポリス・ラリー                      | コリンティア県ルートラキ               | グラベル   |
| 7        | 6月21日-23日   | 第10回ラリー・ド・イタリア・サルデーニャ        | ガッルーラ、オルビア                   | グラベル   |
| 8        | 8月1日-3日     | 第63回ラリー・フィンランド                      | 中央スオミ県ユヴァスキュラ             | グラベル   |
| 9        | 8月23日-25日   | 第31回ラリー・ドイチュラント                    | ラインラント＝プファルツ州トリーア     | ターマック |
| 10       | 9月13日-15日   | 第22回ラリー・オーストラリア                    | ニューサウスウェールズ州コフスハーバー | グラベル   |
| 11       | 10月4日-6日    | ラリー・ド・フランス - アルザス2013             | アルザス地域圏ストラスブール           | ターマック |
| 12       | 10月25日-27日  | 第49回ラリー RACC カタルーニャ - コスタ・ドラダ | タラゴナ県サロウ                       | 混合       |
| 13       | 11月14日-17日  | 第69回ウェールズ・ラリーGB                      | フリントシャー州ディーサイド           | グラベル   |

### スケジュールの変更
- アクロポリスラリーのルートは大幅に改訂された。2012年は409 km (254 mi)であったが、2013年は190 km (120 mi)に短縮され、開催日程も2日間とされた[14]。
- ラリー・オーストラリアは2008年に決められたラリー・ニュージーランドとの隔年開催の取り決めに従って今シーズン復帰する。そのルートは2011年のルートから調整され、新たなステージを設置するため既存のステージは様々に統合、短縮され、できる限りコンパクトな物となった[15]。
- ラリー・ドイチュラントのルートは2013年は変更され、出発地点はトリーアからケルンに移動した。第1レグはこの2都市間に設定された新しいステージを含み、それは競技者がトリーアに到着する前のイベントが第1レグを形成し、ラリーの基盤となる[16]。
- 2012年の最終戦であったラリー・カタルーニャは、10月末に移動し第12戦となった。2013年のラリーはナイトステージが導入され、前年同様にグラベルとターマックのステージが設定された[17]。
- ラリー・ド・イタリア・サルデーニャは10月開催だったものが6月に早められた。
- ウェールズ・ラリーGBは前年度9月に早められたため観光的に失敗し、今年度は従来の様に最終戦に戻ることとなった[18]。ラリーはカーディフからフリントシャー州ディーサイドに移動した[13]。この移動によりスノウドニアからデンビーシャーを通過する新しいルートの設定が可能となった。ステージの半数以上が新規または20年以上前に使用されていたルートとなり、その中には1960年代以来のグワイダーに戻るルートも含まれた[19]。
- ラリー・メキシコはルートが大幅に改訂され、いくつかの新規ステージが導入され、既存のステージも再構成された[20]。
- ラリー・スウェーデンのルートはノルウェー国境を越え、以前にラリー・ノルウェーで使用されたステージが含まれた[21]。

## 2013年の参加チームおよびドライバー

### 世界ラリー選手権
2013年シーズンのエントリーリストは以下の通り
| コンストラクター                                    | チーム                                             | タイヤ | 車番 | ドライバー               | コ・ドライバー               | 出場ラウンド        |
| --------------------------------------------------- | -------------------------------------------------- | ------ | ---- | ------------------------ | ---------------------------- | ------------------- |
| シトロエン (シトロエン・DS3 WRC)                    | シトロエン・トタル・アブダビ・ワールドラリーチーム | M      | 1    | セバスチャン・ローブ     | ダニエル・エレナ             | 1–2, 5, 11          |
| シトロエン (シトロエン・DS3 WRC)                    | シトロエン・トタル・アブダビ・ワールドラリーチーム | M      | 2    | ミッコ・ヒルボネン       | ヤルモ・レーティネン         | 全戦                |
| シトロエン (シトロエン・DS3 WRC)                    | シトロエン・トタル・アブダビ・ワールドラリーチーム | M      | 3    | ダニ・ソルド             | カルロス・デル・バリオ       | 3–4, 6–9, 12–13     |
| シトロエン (シトロエン・DS3 WRC)                    | シトロエン・トタル・アブダビ・ワールドラリーチーム | M      | 3    | クリス・ミーク           | クリス・パターソン           | 10                  |
| シトロエン (シトロエン・DS3 WRC)                    | アブダビ・シトロエン・トタル・ワールドラリーチーム | M      | 10   | ダニ・ソルド             | カルロス・デル・バリオ       | 1, 5, 11            |
| シトロエン (シトロエン・DS3 WRC)                    | アブダビ・シトロエン・トタル・ワールドラリーチーム | M      | 10   | ハリド・アル・カシミ     | スコット・マーティン         | 2, 4, 6–7, 9–10, 12 |
| シトロエン (シトロエン・DS3 WRC)                    | アブダビ・シトロエン・トタル・ワールドラリーチーム | M      | 10   | クリス・アトキンソン     | ステファン・プレボー         | 3                   |
| シトロエン (シトロエン・DS3 WRC)                    | アブダビ・シトロエン・トタル・ワールドラリーチーム | M      | 10   | クリス・ミーク           | クリス・パターソン           | 8                   |
| シトロエン (シトロエン・DS3 WRC)                    | アブダビ・シトロエン・トタル・ワールドラリーチーム | M      | 10   | ロバート・クビサ         | ミケーレ・フェラーラ         | 13                  |
| シトロエン (シトロエン・DS3 WRC)                    | アブダビ・シトロエン・トタル・ワールドラリーチーム | M      | 14   | ダニ・ソルド             | カルロス・デル・バリオ       | 2                   |
| フォード (フォード・フィエスタ RS WRC)              | カタール・Mスポーツ・ワールドラリーチーム          | M      | 4    | マッズ・オストベルグ     | ジョナス・アンダーソン       | 全戦                |
| フォード (フォード・フィエスタ RS WRC)              | カタール・Mスポーツ・ワールドラリーチーム          | M      | 5    | エフゲニー・ノビコフ     | イルカ・ミノル               | 全戦                |
| フォード (フォード・フィエスタ RS WRC)              | カタール・Mスポーツ・ワールドラリーチーム          | M      | 22   | ヘイデン・パッドン       | ジョン・ケナード             | 12                  |
| フォード (フォード・フィエスタ RS WRC)              | カタール・Mスポーツ・ワールドラリーチーム          | M      | 22   | ミハウ・ソウォヴォフ     | クリス・パターソン           | 13                  |
| フォード (フォード・フィエスタ RS WRC)              | カタール・ワールドラリーチーム                     | M      | 6    | ユホ・ハンニネン         | トミ・ツオミネン             | 1                   |
| フォード (フォード・フィエスタ RS WRC)              | カタール・ワールドラリーチーム                     | M      | 6    | マシュー・ウィルソン     | ジョヴァンニ・ベルナッキーニ | 2                   |
| フォード (フォード・フィエスタ RS WRC)              | カタール・ワールドラリーチーム                     | M      | 6    | ナッサー・アル＝アティヤ | ジョヴァンニ・ベルナッキーニ | 3–4, 6, 9, 12       |
| フォード (フォード・フィエスタ RS WRC)              | カタール・ワールドラリーチーム                     | M      | 6    | エルフィン・エバンス     | ジョヴァンニ・ベルナッキーニ | 7                   |
| フォード (フォード・フィエスタ RS WRC)              | カタール・ワールドラリーチーム                     | M      | 11   | ティエリー・ヌービル     | ニコラ・ジルソウル           | 全戦                |
| フォード (フォード・フィエスタ RS WRC)              | カタール・ワールドラリーチーム                     | M      | 15   | ユホ・ハンニネン         | トミ・ツオミネン             | 2                   |
| フォード (フォード・フィエスタ RS WRC)              | カタール・ワールドラリーチーム                     | M      | 15   | デニス・カイパース       | ロビン・ビュイスマンズ       | 4                   |
| フォード (フォード・フィエスタ RS WRC)              | カタール・ワールドラリーチーム                     | M      | 23   | ガブリエル・ポッツォ     | ダニエル・スティロ           | 5                   |
| フォード (フォード・フィエスタ RS WRC)              | ロトス・チームWRC                                  | M      | 12   | ミカル・コシューツコ     | マシーク・スチェパニアク     | 7, 9                |
| フォード (フォード・フィエスタ RS WRC)              | ジポカー・チェコ・ナショナルチーム                 | D      | 21   | マルティン・プロコップ   | ミハエル・エルンスト         | 1–4                 |
| フォード (フォード・フィエスタ RS WRC)              | ジポカー・チェコ・ナショナルチーム                 | M      | 21   | マルティン・プロコップ   | ミハエル・エルンスト         | 5–9, 11–13          |
| フォルクスワーゲン (フォルクスワーゲン・ポロ R WRC) | フォルクスワーゲン・モータースポーツ               | M      | 7    | ヤリ＝マティ・ラトバラ   | ミーッカ・アンティッラ       | 全戦                |
| フォルクスワーゲン (フォルクスワーゲン・ポロ R WRC) | フォルクスワーゲン・モータースポーツ               | M      | 8    | セバスチャン・オジェ     | ジュリアン・イングラシア     | 全戦                |
| フォルクスワーゲン (フォルクスワーゲン・ポロ R WRC) | フォルクスワーゲン・モータースポーツ II            | M      | 9    | アンドレアス・ミケルセン | ミッコ・マルックラ           | 4–8, 12–13          |
| フォルクスワーゲン (フォルクスワーゲン・ポロ R WRC) | フォルクスワーゲン・モータースポーツ II            | M      | 9    | アンドレアス・ミケルセン | ポール・ネーグル             | 10–11               |
| ミニ (ミニ・ジョン・クーパー・ワークスWRC)          | ロトス・チームWRC                                  | D      | 12   | ミカル・コシューツコ     | マシーク・スチェパニアク     | 1-5                 |

| コンストラクター                           | チーム                                 | タイヤ | 車番 | ドライバー                   | コ・ドライバー             | 出場ラウンド |
| ------------------------------------------ | -------------------------------------- | ------ | ---- | ---------------------------- | -------------------------- | ------------ |
| シトロエン (シトロエン・DS3 WRC)           | PHスポール                             | M      | 14   | ベニート・グエラ             | ボルハ・ロサダ             | 3            |
| シトロエン (シトロエン・DS3 WRC)           | PHスポール                             | M      | 22   | ブライアン・ブフィエ         | ザビエル・パンセリ         | 1            |
| シトロエン (シトロエン・DS3 WRC)           | PHスポール                             | M      | 122  | トマス・コストカ             | クリス・パターソン         | 11           |
| フォード (フォード・フィエスタ RS WRC)     | Mスポーツ                              | M      | 16   | ヘニング・ソルベルグ         | エミール・アクセルソン     | 2            |
| フォード (フォード・フィエスタ RS WRC)     | Mスポーツ                              | M      | 22   | ロマン・デュマ               | デニス・ジロウデ           | 11           |
| フォード (フォード・フィエスタ RS WRC)     | Mスポーツ                              | M      | 24   | ユホ・ハンニネン             | トミ・ツオミネン           | 8            |
| フォード (フォード・フィエスタ RS WRC)     | イーブン・マネジメント                 | M      | 22   | ポンタス・タイデマンド       | オーラ・フロエネ           | 2            |
| フォード (フォード・フィエスタ RS WRC)     | イーブン・マネジメント                 | M      | 27   | ハッセ・グスタフソン         | ミカエル・ヨハンソン       | 2            |
| フォード (フォード・フィエスタ RS WRC)     | ストール・レーシング                   | M      | 22   | ダニエル・オリヴェイラ       | カルロス・マルガルハエス   | 5            |
| フォード (フォード・フィエスタ RS WRC)     | ATラリーチーム                         | M      | 22   | パー・ガンナー・アンダーソン | エミール・アクセルソン     | 7–9          |
| フォード (フォード・フィエスタ RS WRC)     | ATラリーチーム                         | M      | 28   | オレクシー・タムラゾフ       | パブロ・シャレピン         | 2            |
| フォード (フォード・フィエスタ RS WRC)     | シーショア・カタール・ラリーチーム     | M      | 23   | アブドルアジズ・アル＝クワリ | キリアン・ダフィー         | 12           |
| フォード (フォード・フィエスタ RS WRC)     | チーム・エマップ・ヤッコ               | M      | 24   | ジュリアン・モーリン         | ニコラス・クリンガー       | 1            |
| フォード (フォード・フィエスタ RS WRC)     | オートテック・モータースポーツ         | D      | 25   | ヤリ・ケトマー               | カイ・リンドストロム       | 2            |
| フォード (フォード・フィエスタ RS WRC)     | ホーニガン・レーシング・ディヴィジョン | M      | 43   | ケン・ブロック               | アレックス・ジェルソミーノ | 3            |
| フォード (フォード・フィエスタ RS WRC)     | BDSレーシング                          | M      | 121  | リオネル・ボー               | アレックス・チオソ         | 11           |
| ミニ (ミニ・ジョン・クーパー・ワークスWRC) | プロドライブWRCチーム                  | M      | 22   | ヤーッコ・ニカラ             | ヤーッコ・カリオレポ       | 2, 8         |
| ミニ (ミニ・ジョン・クーパー・ワークスWRC) | モータースポーツ・イタリア             | D      | 22   | ネイサン・クイン             | グレン・マクニール         | 10           |
| ミニ (ミニ・ジョン・クーパー・ワークスWRC) | STモーターズ・オイ                     | M      | 25   | リク・ターコ                 | マークス・ソイニネン       | 8            |

#### チームの変更
- シトロエンはそのワークスチームであるシトロエン・トタル・アブダビ・ワールドラリーチームを拡大させ[31]、パートタイムで走る3台目を投入した[75]。アブダビ・シトロエン・トタル・ワールドラリーチームはサテライトチームとして2台の車を走らせ、独立してマニファクチャラーズポイントを獲得した[45]。
- フォードは2013年、マニファクチャラーサポートを行わない[4]。Mスポーツ・フォード・ワールドラリーチームはWRCチームとして活動を続け、タイトルを争う資格を有する。チームはカタールからの支援を受けて3台の車を投入する[39]。Mスポーツはシトロエンのように独立してタイトルを争う2つのチームに分かれた。フォードのファクトリーチームが参戦しない以上、カタール・Mスポーツ・ワールドラリーチームが「事実上」のワークスチームとなり、カタール・ワールドラリーチームはサテライトチームとしての役割を担う[45]。
- ヒュンダイは2014年、11年ぶりにマニファクチャラーとしてシリーズに復帰する。2014年のフル参戦に先んじて2013年はi20 WRCで何戦かに出場する[76]。ヒュンダイは2000年から2003年までアクセント WRCで参戦していた。
- 2012年10月、ミニは公式にWRCへのサポートプログラムを終了したが、ジョン・クーパー・ワークスWRCがFIAのワールドラリーカーとしてのホモロゲーションを満たしたとき、同車で参戦しようとするカスタマーチームへの車両供給を行うと発表した[5]。プロドライブはミニでの参戦継続を発表したが[71]、WRCチーム・ミニ・ポルトガル、パルメリンハ・ラリー、アルミンド・アラウジョ・ワールドラリーチームは活動停止を発表した[45]。
- WRCチーム・ミニ・ポルトガルの活動停止に続いて、モータースポーツ・イタリア（2012年シーズンはチーム・ミニ・ポルトガルの運営を担当していた。）のメンバーの何名かがポーランドの石油コングロマリット、グルーパ・ロトスのサポートを受けてロトス・チームWRCを結成した[61]。チームは後に使用車両をフォード・フィエスタ RS WRCにスイッチした[53]。
- フォルクスワーゲンはマニファクチャラーチームとしてポロR WRCでフル参戦する[3]。第1ドライバーはセバスチャン・オジェとジュリアン・イングラシア組で、2012年はシュコダ・ファビアでS2000に参戦していた[56][77]。

#### ドライバーの変更

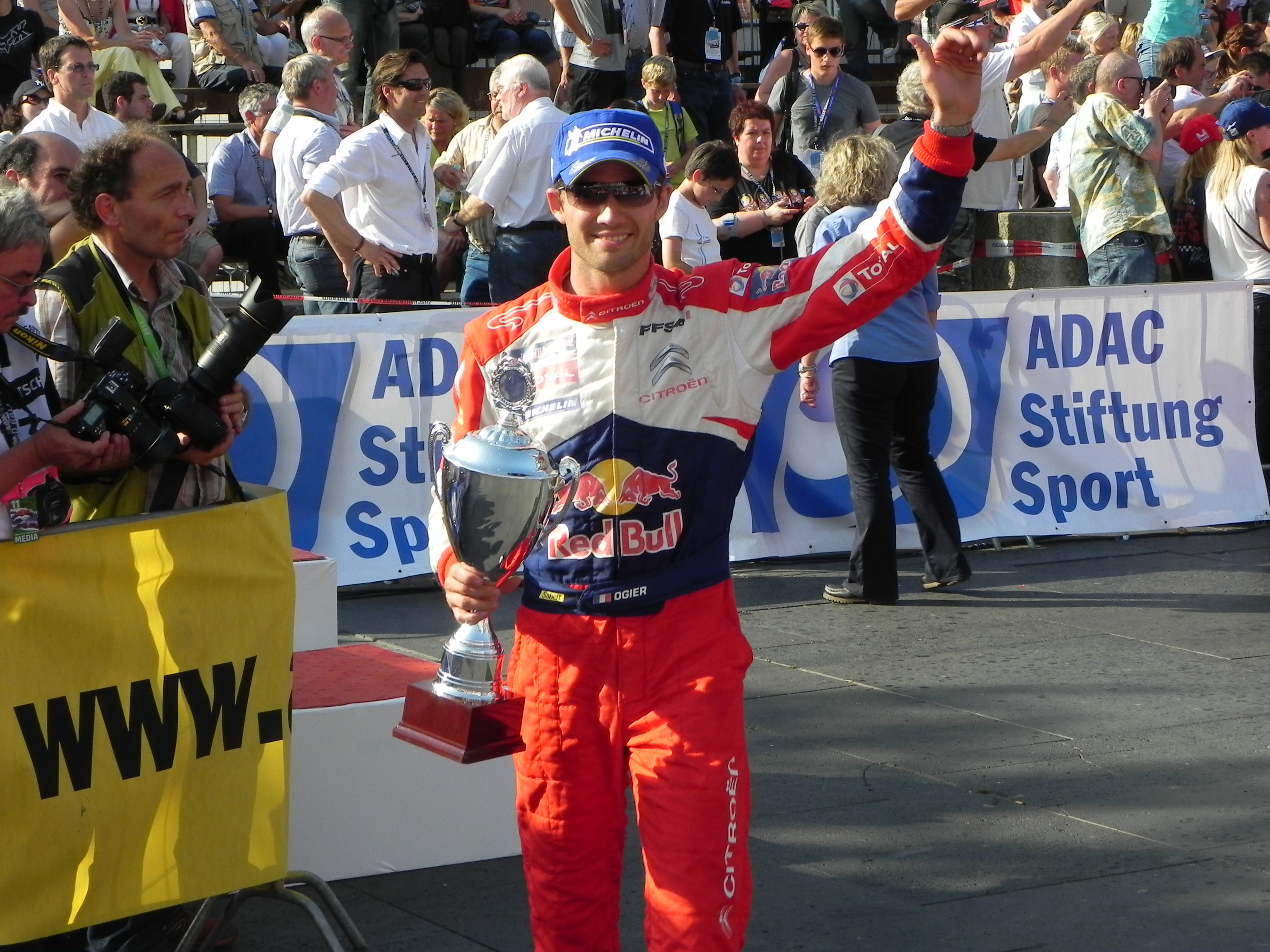
セバスチャン・オジェ、2011年のラリー・ドイチュラントで。

- 2012年シーズン複数のチームから何戦かにゲスト出場したクリス・アトキンソンはアブダビ・シトロエンチームから、ダニ・ソルドが姉妹チームのシトロエン・アブダビチームから出場する際の代役として出場する[78]。
- 2012年シーズン、シトロエンから出場したナッサー・アル＝アティヤは2013年シーズンはフォードを使用するカタール・Mスポーツ[39]から、選択された何戦かに出場する[79]。
- ハリド・アル・カシミは2012年シーズンの休養の後、2013年シーズン復帰する[31]。そのキャリアの大半をフォードで過ごしてきたが、2013年シーズンはシトロエンにスイッチ、シトロエン・レーシングのDS3をドライブする。
- 2011年のモンテカルロ勝者、ブライアン・ブフィエはWRCスペックのシトロエン・DS3で2013年のモンテカルロに参戦する[45]。
- 2012年シーズンのプロダクションカーチャンピオン、ベニート・グエラはWRCスペック車両で2013年のスウェーデン・ラリーに参戦する。[65]。
- ユホ・ハンニネンは4年ぶりにWRCに復帰、Mスポーツのフォード・フィエスタで何戦かに出場する[47]。2007年のWRC以降、2010年のインターコンチネンタル・ラリー・チャレンジ、2011年のスーパー2000、2012年のヨーロッパラリー選手権のタイトルを獲得している。
- ミカル・コシューツコはロトス・チームWRCのミニ・ジョン・クーパー・ワークスWRCでWRCデビューを果たす[61]。コシューツコは後にMスポーツに移籍する[53]。
- ヤリ＝マティ・ラトバラはセバスチャン・オジェのチームメイトとしてフォルクスワーゲンを走らせる[55]。ラトバラはフォードのワークス撤退がチーム移籍への要因になったと述べた[80]。
- 2012年パリモーターショーで、9度のタイトルを獲得したセバスチャン・ローブは2013年シーズンは限られたイベントにしか出場しないと発表した。モンテカルロへの出場を確認したが、彼には残りのシーズン、「定まった計画がない」ということが明らかになった[8]。シトロエンの正式なチーム発表会で、ローブは2013年シーズン、4戦に参加することを確認し[29]、その後ラリー以外の他のカテゴリーに挑戦することを発表した。その中にはFIA GTシリーズ、パイクスピーク・インターナショナル・ヒルクライムが含まれた[81][82]。
- アンドレアス・ミケルセンはフォルクスワーゲン・ポロ R WRCでラリー・オブ・ポルトガルにパートタイム参戦する[59]。
- ティエリー・ヌービルはシトロエン・ジュニアチームからカタール・Mスポーツに移籍する[42]。Mスポーツへの移籍前、シトロエンはヌービルに対してファクトリーチームのセバスチャン・ローブが抜けた穴を埋める9戦への参戦を打診した[83]。
- エフゲニー・ノビコフはMスポーツのサテライトチームから「実質的」なマニファクチャラーチームに移籍した[42]。
- マッズ・オストベルグはアダプタ・ワールドラリーチームからカタール・Mスポーツに移籍した[41]。
- ヘニング・ソルベルグは2012年シーズンに自らのチーム、ゴーファスト・エナジー・ワールドラリーチームが2戦に出場した後撤退して以来、2013年シーズンはプライベイターとしてフォード・フィエスタで参戦する[65]。
- 2003年のワールドチャンピオン、ペター・ソルベルグはドライブを保証できなかった後、2013年シーズンへ参戦しないことを発表した[84][85]。
- ダニ・ソルドは2年間プロドライブでミニ・ジョン・クーパー・ワークスWRCの開発を続けた後、シトロエン・ワールドラリーチームに復帰する[24]。ソルドはセバスチャン・ローブが出場しないイベントでのマニファクチャラーポイント対象ドライバーとなる[29]。
- オット・タナクはMスポーツのシートを失った。
- マシュー・ウィルソンはナッサー・アル＝アティヤが病気のためスウェーデン・ラリーを欠場した際の代役としてWRCに復帰する[49]。ウィルソンは2012年シーズンの大半を負傷のため欠場し、2012年のラリーGB以来の出場となる。

## 変更

### クラスの変更
2013年シーズンは新たなカテゴリー、グループRが導入される初のシーズンとなる。グループA、グループN規定でホモロゲートされる量産車は無く、今後はグループR規定の下で分類されることとなる。グループRの導入に伴い、廃止されるカテゴリーはエントリーを増やすため変更される。
- ワールドラリーカー選手権では、各マニファクチャラーは最低2台を全13戦に参戦させなければならない。これらのチームはドライバーおよびマニファクチャラーのポイントをエントリーした各ラリーで得ることができる[88]。
- 主要チームの中でWRCチームとしてエントリーしたが、マニファクチャラー対象外のチームは最低7戦（ヨーロッパ外のイベントを最低1戦含まなければならない）に1台ないし2台をエントリーさせなければならない。これらのチームは使用する車両がマニファクチャラーとして承認されたならば、選手権を争うのに適合する[88]。
- WRC-2選手権（R5、R4、スーパー2000およびN4車両）を争うチームは最低7戦に出場し、その内ベスト6戦のポイントでタイトルを争う。これらは出場できなかったラウンドがあってもペナルティは与えられない[88]。
- WRC-3選手権（R1、R2、R3の二輪駆動車）を争うチームは最低6戦に出場し、その内ベスト5戦のポイントでタイトルを争う。これらは出場できなかったラウンドがあってもペナルティは与えられない[88]。
- ジュニアWRC選手権は26歳以下のドライバーで争われる。全てのチームが同じ6つのイベントで争う - ポルトガル、ギリシャ、フィンランド、ドイツ、フランス、カタルーニャ - 。その内ベスト5戦のポイントでタイトルを争う[88][89]。

### 統括団体の変更
2012年初めにプロモーターのノースワンスポーツおよび親会社のコンバーススポーツイニシアチブが倒産し、2012年シーズンの大半をイベントごとに運営することを強いられた世界ラリー選手権は2013年のプロモーターとしてレッドブル・ハウスメディアを考えていた。
2012年シーズン末にFIAはイギリスのステージワンテクノロジーと、ステージのタイミングサービスを継続しないことを決定した。FIAは代わりにスペインのシステマス・インテグラレス・デ・テレコミニカシオンと契約した。

## 各ラリーの概要

### ラウンド1- 第81回ラリー・オートモービル・モンテカルロ
| ラウンド | ラリー                                                                           | 表彰台 | 表彰台 | 表彰台                                        | 表彰台                                                                | 表彰台    | 記録       | 記録                   | 記録     | 記録     |
| ラウンド | ラリー                                                                           | 順位   | 車番   | ドライバー                                    | チーム                                                                | タイム    | ステージ数 | 走行距離               | 出走台数 | 完走台数 |
| -------- | -------------------------------------------------------------------------------- | ------ | ------ | --------------------------------------------- | --------------------------------------------------------------------- | --------- | ---------- | ---------------------- | -------- | -------- |
| 1        | 第81回ラリー・オートモービル・モンテカルロ （1月15日-20日） - 結果およびレポート | 1      | 1      | セバスチャン・ローブ ダニエル・エレナ         | シトロエン・トタル・アブダビWRT (シトロエン・DS3 WRC)                 | 5:18:57.2 | (18)† 16   | (478.42 km)† 436.02 km | 73       | 45       |
| 1        | 第81回ラリー・オートモービル・モンテカルロ （1月15日-20日） - 結果およびレポート | 2      | 8      | セバスチャン・オジェ ジュリアン・イングラシア | フォルクスワーゲン・モータースポーツ (フォルクスワーゲン・ポロ R WRC) | 5:20:37.1 | (18)† 16   | (478.42 km)† 436.02 km | 73       | 45       |
| 1        | 第81回ラリー・オートモービル・モンテカルロ （1月15日-20日） - 結果およびレポート | 3      | 10     | ダニ・ソルド カルロス・デル・バリオ           | アブダビ・シトロエン・トタルWRT (シトロエン・DS3 WRC)                 | 5:22:46.2 | (18)† 16   | (478.42 km)† 436.02 km | 73       | 45       |

開幕戦のモンテカルロラリーはルートの多くが大雪にたたられるという難しいコンディションとなった。セバスチャン・ローブは1分半以上の差を付けてモンテカルロラリーにおける7度目の勝利を挙げた。ローブは初日から首位に立って、元のチームメイトであるセバスチャン・オジェに対して1分のマージンを確立した。オジェはフォルクスワーゲン・ポロ R WRCのデビュー戦となり、オープニングステージで最速タイムを達成した。チームメイトのヤリ＝マティ・ラトバラはオジェほど幸運には恵まれず、第4レグでスリップのためコースオフ、リタイアとなった。いくつかのステージでローブのタイムを破ったにもかかわらず、オジェはそれが「決してプランの一部では無」かったとし、ローブのリードに挑戦する意思はなかったと語った。チーム代表のヨスト・カピトは、圧倒的勝利のために挑戦するよりも、チームにとっては強い結果を保証するのが重要であると述べた。それにもかかわらず、ローブは手が届かない対象であるとして、オジェのモチベーションが上がらなかったとする見方もある。ダニ・ソルドはラリーの大半をエフゲニー・ノビコフとの3位争いに費やしたが、ノビコフがチュリニ峠でクラッシュしたため3位を確定した。ラリーは多数の観客によってステージへのアクセスが妨げられたため、オーガナイザーは最終の2ステージをキャンセル、短縮されることとなった。その結果、パワーステージでのポイントは加算されないこととなった。

### ラウンド2 - 第61回ラリー・スウェーデン
| ラウンド | ラリー                                                          | 表彰台 | 表彰台 | 表彰台                                        | 表彰台                                                                | 表彰台    | 記録       | 記録      | 記録     | 記録     |
| ラウンド | ラリー                                                          | 順位   | 車番   | ドライバー                                    | チーム                                                                | タイム    | ステージ数 | 走行距離  | 出走台数 | 完走台数 |
| -------- | --------------------------------------------------------------- | ------ | ------ | --------------------------------------------- | --------------------------------------------------------------------- | --------- | ---------- | --------- | -------- | -------- |
| 2        | 第61回ラリー・スウェーデン （2月8日-10日） - 結果およびレポート | 1      | 8      | セバスチャン・オジェ ジュリアン・イングラシア | フォルクスワーゲン・モータースポーツ (フォルクスワーゲン・ポロ R WRC) | 3:11:41.9 | 22         | 297.78 km | 43       | 35       |
| 2        | 第61回ラリー・スウェーデン （2月8日-10日） - 結果およびレポート | 2      | 1      | セバスチャン・ローブ ダニエル・エレナ         | シトロエン・トタル・アブダビWRT (シトロエン・DS3 WRC)                 | 3:12:23.7 | 22         | 297.78 km | 43       | 35       |
| 2        | 第61回ラリー・スウェーデン （2月8日-10日） - 結果およびレポート | 3      | 4      | マッズ・オストベルグ ジョナス・アンダーソン   | カタール・MスポーツWRT (フォード・フィエスタ RS WRC)                  | 3:13:06.4 | 22         | 297.78 km | 43       | 35       |

セバスチャン・オジェは2位のセバスチャン・ローブに40秒の差を付け、フォルクスワーゲン・ポロ R WRCの初勝利を確実な物とした。オジェは初日早くからリードを取り、着実に30秒のリードを確立した。レースの序盤を不十分なセットアップのため苦しんだ後、ローブは着実に回復し最終的にはノルウェー国境を越えた辺りで攻勢に転じた。ローブは3ステージ連続でトップタイムを出し、次のステージで雪だまりに突っ込み後退するまでにオジェとの差を10秒縮めた。オジェとチームメイトのヤリ＝マティ・ラトバラはパワーステージでファステストタイムをたたき出し、オジェは3ボーナスポイントを獲得、選手権をリードすることとなった。マッズ・オストベルグはラトバラをかろうじてかわし表彰台を得た。ミッコ・ヒルボネンは初日のアクシデントで20分を失い、結局は17位でフィニッシュとなった。一方エフゲニー・ノビコフは最終日に横転し、5位から9位へと順位を下げた。

### ラウンド3 - 第27回ラリー・グアナファト・メキシコ
| ラウンド | ラリー                                                      | 表彰台 | 表彰台 | 表彰台                                        | 表彰台                                                                | 表彰台    | 記録       | 記録      | 記録     | 記録     |
| ラウンド | ラリー                                                      | 順位   | 車番   | ドライバー                                    | チーム                                                                | タイム    | ステージ数 | 走行距離  | 出走台数 | 完走台数 |
| -------- | ----------------------------------------------------------- | ------ | ------ | --------------------------------------------- | --------------------------------------------------------------------- | --------- | ---------- | --------- | -------- | -------- |
| 3        | 第27回ラリー・メキシコ （3月8日-10日） - 結果およびレポート | 1      | 8      | セバスチャン・オジェ ジュリアン・イングラシア | フォルクスワーゲン・モータースポーツ (フォルクスワーゲン・ポロ R WRC) | 4:30:31.2 | 23         | 396.82 km | 25       | 20       |
| 3        | 第27回ラリー・メキシコ （3月8日-10日） - 結果およびレポート | 2      | 2      | ミッコ・ヒルボネン ヤルモ・レーティネン       | シトロエン・トタル・アブダビWRT (シトロエン・DS3 WRC)                 | 4:33:58.0 | 23         | 396.82 km | 25       | 20       |
| 3        | 第27回ラリー・メキシコ （3月8日-10日） - 結果およびレポート | 3      | 11     | ティエリー・ヌービル ニコラ・ジルソウル       | カタール・ワールドラリーチーム (フォード・フィエスタ RS WRC)          | 4:34:50.8 | 23         | 396.82 km | 25       | 20       |

セバスチャン・ローブは2013年シーズン4戦にしか参加しないため、ラリー・オブ・メキシコは1992年のラリー・コートジボワール以来のチャンピオン不在のラリーとなった。第1レグはティエリー・ヌービル、セバスチャン・オジェ、マッズ・オストベルグの三つどもえの戦いとなった。オジェが次第にヌービルとオストベルグに対してリードを確立し、オストベルグはメカニカルトラブルによって早々のリタイアを強いられることとなる。オストベルグは後に「ラリー2」のレギュレーション下で復帰するが、5分のペナルティののためトップ争いから遠ざかることとなり、ミッコ・ヒルボネンがオジェに最も近い挑戦者として浮上する。オストベルグは結局11位でフィニッシュしたが、パワーステージでボーナスポイント2を獲得した。オジェはシーズン2勝目を3分半の差を付けて挙げ、ヒルボネンが2位、ヌービルが3位となった。ローブ不在時のシトロエンワークスを駆るダニ・ソルドが4位となり、ナッサー・アル＝アティヤ、クリス・アトキンソン、ケン・ブロックのWRC復帰組がそれぞれ5、6、7位に入った。

### ラウンド4 - 第47回ラリー・ド・ポルトガル
| ラウンド | ラリー                                                             | 表彰台 | 表彰台 | 表彰台                                        | 表彰台                                                                | 表彰台    | 記録       | 記録      | 記録     | 記録     |
| ラウンド | ラリー                                                             | 順位   | 車番   | ドライバー                                    | チーム                                                                | タイム    | ステージ数 | 走行距離  | 出走台数 | 完走台数 |
| -------- | ------------------------------------------------------------------ | ------ | ------ | --------------------------------------------- | --------------------------------------------------------------------- | --------- | ---------- | --------- | -------- | -------- |
| 4        | 第47回ラリー・ド・ポルトガル （4月11日-14日） - 結果およびレポート | 1      | 8      | セバスチャン・オジェ ジュリアン・イングラシア | フォルクスワーゲン・モータースポーツ (フォルクスワーゲン・ポロ R WRC) | 4:07:38.7 | 15         | 386.73 km | 70       | 38       |
| 4        | 第47回ラリー・ド・ポルトガル （4月11日-14日） - 結果およびレポート | 2      | 2      | ミッコ・ヒルボネン ヤルモ・レーティネン       | シトロエン・トタル・アブダビWRT (シトロエン・DS3 WRC)                 | 4:08:36.9 | 15         | 386.73 km | 70       | 38       |
| 4        | 第47回ラリー・ド・ポルトガル （4月11日-14日） - 結果およびレポート | 3      | 7      | ヤリ＝マティ・ラトバラ ミーッカ・アンティッラ | フォルクスワーゲン・モータースポーツ (フォルクスワーゲン・ポロ R WRC) | 4:11:43.2 | 15         | 386.73 km | 70       | 38       |

セバスチャン・オジェはポルトガルでシーズン3勝目を達成した。マッズ・オストベルグが序盤リードした物の、ペースノートの聞き違いが原因で横転し、リタイアを強いられる。ダニ・ソルドが2人目の挑戦者として浮上したが、やはりクラッシュのためリタイアした。オジェとチームメイトのヤリ＝マティ・ラトバラは、最終日にクラッシュするまで3位のミッコ・ヒルボネンに対してリードを築いた。オジェはメカニカルトラブルのため30秒を失い、ラトバラも同様の災難を被り2位の座をヒルボネンに明け渡す。フォルクスワーゲンはすぐにロスを回復し、オジェはパワーステージで勝利したが、ラトバラはヒルボネンの3分後にゴールした。エフゲニー・ノビコフはスタートで出遅れたものの4位でフィニッシュし、フォードドライバーとしては最高位になった。ナッサー・アル＝アティヤが5位、3台目のフォルクスワーゲンを駆るアンドレアス・ミケルセンが6位に入った。オストベルグは横転後再び復帰し、8位でフィニッシュ、パワーステージでボーナスポイントを獲得した。

### ラウンド5 - 第33回ラリー・アルゼンティーナ
| ラウンド | ラリー                                                           | 表彰台 | 表彰台 | 表彰台                                        | 表彰台                                                                | 表彰台    | 記録       | 記録      | 記録     | 記録     |
| ラウンド | ラリー                                                           | 順位   | 車番   | ドライバー                                    | チーム                                                                | タイム    | ステージ数 | 走行距離  | 出走台数 | 完走台数 |
| -------- | ---------------------------------------------------------------- | ------ | ------ | --------------------------------------------- | --------------------------------------------------------------------- | --------- | ---------- | --------- | -------- | -------- |
| 5        | 第47回ラリー・ド・ポルトガル （5月3日-5日） - 結果およびレポート | 1      | 1      | セバスチャン・ローブ ダニエル・エレナ         | シトロエン・トタル・アブダビWRT (シトロエン・DS3 WRC)                 | 4:35:56.7 | 14         | 407.64 km | 32       | 24       |
| 5        | 第47回ラリー・ド・ポルトガル （5月3日-5日） - 結果およびレポート | 2      | 8      | セバスチャン・オジェ ジュリアン・イングラシア | フォルクスワーゲン・モータースポーツ (フォルクスワーゲン・ポロ R WRC) | 4:36:51.7 | 14         | 407.64 km | 32       | 24       |
| 5        | 第47回ラリー・ド・ポルトガル （5月3日-5日） - 結果およびレポート | 3      | 7      | ヤリ＝マティ・ラトバラ ミーッカ・アンティッラ | フォルクスワーゲン・モータースポーツ (フォルクスワーゲン・ポロ R WRC) | 4:37:57.5 | 14         | 407.64 km | 32       | 24       |

FIA GTシリーズに参加するためメキシコとポルトガルを欠場したセバスチャン・ローブが再び復帰、優勝した。セバスチャン・オジェは序盤リードを築いたが、濃霧の中ミスを犯す。40秒を失いローブがアドバンテージを確立するのを許した。ヤリ＝マティ・ラトバラとミッコ・ヒルボネンが3位を争ったが、ヒルボネンのシトロエン・DS3 WRCが電装系のトラブルに見舞われる。ラトバラは休息する暇も無く、今度はエフゲニー・ノビコフとの3位争いとなる。最終日の攻勢でラトバラは表彰台を獲得、アルゼンチンにおける初の表彰台となった。ヒルボネンは結局巻き返して6位でフィニッシュ、パワーステージでは3位に入りボーナスポイントを獲得した。

### ラウンド6 - 第59回アクロポリス・ラリー
| ラウンド | ラリー                                                             | 表彰台 | 表彰台 | 表彰台                                        | 表彰台                                                                | 表彰台    | 記録       | 記録      | 記録     | 記録     |
| ラウンド | ラリー                                                             | 順位   | 車番   | ドライバー                                    | チーム                                                                | タイム    | ステージ数 | 走行距離  | 出走台数 | 完走台数 |
| -------- | ------------------------------------------------------------------ | ------ | ------ | --------------------------------------------- | --------------------------------------------------------------------- | --------- | ---------- | --------- | -------- | -------- |
| 6        | 第59回アクロポリス・ラリー （5月31日-6月2日） - 結果およびレポート | 1      | 7      | ヤリ＝マティ・ラトバラ ミーッカ・アンティッラ | フォルクスワーゲン・モータースポーツ (フォルクスワーゲン・ポロ R WRC) | 3:31:01.2 | 14         | 306.53 km | 49       | 38       |
| 6        | 第59回アクロポリス・ラリー （5月31日-6月2日） - 結果およびレポート | 2      | 3      | ダニ・ソルド カルロス・デル・バリオ           | シトロエン・トタル・アブダビWRT (シトロエン・DS3 WRC)                 | 3:32:51.2 | 14         | 306.53 km | 49       | 38       |
| 6        | 第59回アクロポリス・ラリー （5月31日-6月2日） - 結果およびレポート | 3      | 11     | ティエリー・ヌービル ニコラ・ジルソウル       | カタール・ワールドラリーチーム (フォード・フィエスタ RS WRC)          | 3:33:15.3 | 14         | 306.53 km | 49       | 38       |

ヤリ＝マティ・ラトバラは2013年シーズンの初勝利を挙げ、これはフォルクスワーゲンにとって初のアクロポリスにおける勝利となった。序盤の47kmに及ぶステージは難コースで、上位ドライバー3名：セバスチャン・オジェ、マッズ・オストベルグ、ミッコ・ヒルボネンが犠牲者となり、エフゲニー・ノビコフが驚くことにリーダーとなって第1レグの終わりには30秒のリードを確保した。しかしながらそのリードは短命に終わり、第2レグ早々にパンクのためサービス入りした。ラトバラがラリーをコントロールする一方、3台目のファクトリー・ポロを駆るアンドレアス・ミケルセンが表彰台を望める位置にいたが、結局は3位を逃す。ダニ・ソルドとティエリー・ヌービルが2位と3位に入った。ラトバラの勝利に対してシトロエンは、車両競技規則に違反しているとして抗議を行うが、この抗議は却下されラトバラの勝利が確定した。ラトバラはチームメイトのオジェに次ぐランキング2位を確実な物とした。

### ラウンド7 - 第10回ラリー・ド・イタリア・サルデーニャ
| ラウンド | ラリー                                                                         | 表彰台 | 表彰台 | 表彰台                                        | 表彰台                                                                | 表彰台    | 記録       | 記録      | 記録     | 記録     |
| ラウンド | ラリー                                                                         | 順位   | 車番   | ドライバー                                    | チーム                                                                | タイム    | ステージ数 | 走行距離  | 出走台数 | 完走台数 |
| -------- | ------------------------------------------------------------------------------ | ------ | ------ | --------------------------------------------- | --------------------------------------------------------------------- | --------- | ---------- | --------- | -------- | -------- |
| 7        | 第10回ラリー・ド・イタリア・サルデーニャ （6月21日-23日） - 結果およびレポート | 1      | 8      | セバスチャン・オジェ ジュリアン・イングラシア | フォルクスワーゲン・モータースポーツ (フォルクスワーゲン・ポロ R WRC) | 3:22:57.9 | 23         | 304.21 km | 56       | 41       |
| 7        | 第10回ラリー・ド・イタリア・サルデーニャ （6月21日-23日） - 結果およびレポート | 2      | 11     | ティエリー・ヌービル ニコラ・ジルソウル       | カタール・ワールドラリーチーム (フォード・フィエスタ RS WRC)          | 3:24:14.7 | 23         | 304.21 km | 56       | 41       |
| 7        | 第10回ラリー・ド・イタリア・サルデーニャ （6月21日-23日） - 結果およびレポート | 3      | 7      | ヤリ＝マティ・ラトバラ ミーッカ・アンティッラ | フォルクスワーゲン・モータースポーツ (フォルクスワーゲン・ポロ R WRC) | 3:24:45.9 | 23         | 304.21 km | 56       | 41       |

### ラウンド8 - 第63回ラリー・フィンランド
| ラウンド | ラリー                                                         | 表彰台 | 表彰台 | 表彰台                                        | 表彰台                                                                | 表彰台    | 記録       | 記録      | 記録     | 記録     |
| ラウンド | ラリー                                                         | 順位   | 車番   | ドライバー                                    | チーム                                                                | タイム    | ステージ数 | 走行距離  | 出走台数 | 完走台数 |
| -------- | -------------------------------------------------------------- | ------ | ------ | --------------------------------------------- | --------------------------------------------------------------------- | --------- | ---------- | --------- | -------- | -------- |
| 8        | 第63回ラリー・フィンランド （8月2日-4日） - 結果およびレポート | 1      | 8      | セバスチャン・オジェ ジュリアン・イングラシア | フォルクスワーゲン・モータースポーツ (フォルクスワーゲン・ポロ R WRC) | 2:43:10.4 | 23         | 324.21 km | 97       | 70       |
| 8        | 第63回ラリー・フィンランド （8月2日-4日） - 結果およびレポート | 2      | 11     | ティエリー・ヌービル ニコラ・ジルソウル       | カタール・ワールドラリーチーム (フォード・フィエスタ RS WRC)          | 2:43:47.0 | 23         | 324.21 km | 97       | 70       |
| 8        | 第63回ラリー・フィンランド （8月2日-4日） - 結果およびレポート | 3      | 4      | マッズ・オストベルグ ジョナス・アンダーソン   | カタール・MスポーツWRT (フォード・フィエスタ RS WRC)                  | 2:44:08.0 | 23         | 324.21 km | 97       | 70       |

### ラウンド9 - 第31回ラリー・ドイチュラント
| ラウンド | ラリー                                                             | 表彰台 | 表彰台 | 表彰台                                  | 表彰台                                                       | 表彰台    | 記録       | 記録                   | 記録     | 記録     |
| ラウンド | ラリー                                                             | 順位   | 車番   | ドライバー                              | チーム                                                       | タイム    | ステージ数 | 走行距離               | 出走台数 | 完走台数 |
| -------- | ------------------------------------------------------------------ | ------ | ------ | --------------------------------------- | ------------------------------------------------------------ | --------- | ---------- | ---------------------- | -------- | -------- |
| 9        | 第31回ラリー・ドイチュラント （8月23日-25日） - 結果およびレポート | 1      | 3      | ダニ・ソルド カルロス・デル・バリオ     | シトロエン・トタル・アブダビWRT (シトロエン・DS3 WRC)        | 3:15:19.4 | (16)† 15   | (371.86 km)† 330.78 km | 76       | 52       |
| 9        | 第31回ラリー・ドイチュラント （8月23日-25日） - 結果およびレポート | 2      | 11     | ティエリー・ヌービル ニコラ・ジルソウル | カタール・ワールドラリーチーム (フォード・フィエスタ RS WRC) | 3:16:12.4 | (16)† 15   | (371.86 km)† 330.78 km | 76       | 52       |
| 9        | 第31回ラリー・ドイチュラント （8月23日-25日） - 結果およびレポート | 3      | 2      | ミッコ・ヒルボネン ヤルモ・レーティネン | シトロエン・トタル・アブダビWRT (シトロエン・DS3 WRC)        | 3:17:55.5 | (16)† 15   | (371.86 km)† 330.78 km | 76       | 52       |

### ラウンド10 - 第22回ラリー・オーストラリア
| ラウンド | ラリー                                                             | 表彰台 | 表彰台 | 表彰台                                        | 表彰台                                                                | 表彰台    | 記録       | 記録                  | 記録     | 記録     |
| ラウンド | ラリー                                                             | 順位   | 車番   | ドライバー                                    | チーム                                                                | タイム    | ステージ数 | 走行距離              | 出走台数 | 完走台数 |
| -------- | ------------------------------------------------------------------ | ------ | ------ | --------------------------------------------- | --------------------------------------------------------------------- | --------- | ---------- | --------------------- | -------- | -------- |
| 10       | 第22回ラリー・オーストラリア （9月13日-15日） - 結果およびレポート | 1      | 8      | セバスチャン・オジェ ジュリアン・イングラシア | フォルクスワーゲン・モータースポーツ (フォルクスワーゲン・ポロ R WRC) | 3:19:55.0 | 23         | 396.82 km (246.57 mi) | 29       | 23       |
| 10       | 第22回ラリー・オーストラリア （9月13日-15日） - 結果およびレポート | 2      | 11     | ティエリー・ヌービル ニコラ・ジルソウル       | カタール・ワールドラリーチーム (フォード・フィエスタ RS WRC)          | 3:21:27.1 | 23         | 396.82 km (246.57 mi) | 29       | 23       |
| 10       | 第22回ラリー・オーストラリア （9月13日-15日） - 結果およびレポート | 3      | 2      | ミッコ・ヒルボネン ヤルモ・レーティネン       | シトロエン・トタル・アブダビWRT (シトロエン・DS3 WRC)                 | 3:21:57.1 | 23         | 396.82 km (246.57 mi) | 29       | 23       |

### ラウンド11 - ラリー・ド・フランス - アルザス2013
| ラウンド | ラリー                                                                   | 表彰台 | 表彰台 | 表彰台                                        | 表彰台                                                                | 表彰台    | 記録       | 記録                  | 記録     | 記録     |
| ラウンド | ラリー                                                                   | 順位   | 車番   | ドライバー                                    | チーム                                                                | タイム    | ステージ数 | 走行距離              | 出走台数 | 完走台数 |
| -------- | ------------------------------------------------------------------------ | ------ | ------ | --------------------------------------------- | --------------------------------------------------------------------- | --------- | ---------- | --------------------- | -------- | -------- |
| 11       | ラリー・ド・フランス - アルザス2013 （10月4日-6日） - 結果およびレポート | 1      | 8      | セバスチャン・オジェ ジュリアン・イングラシア | フォルクスワーゲン・モータースポーツ (フォルクスワーゲン・ポロ R WRC) | 2:53:07.6 | 23         | 396.82 km (246.57 mi) | 82       | 51       |
| 11       | ラリー・ド・フランス - アルザス2013 （10月4日-6日） - 結果およびレポート | 2      | 3      | ダニ・ソルド カルロス・デル・バリオ           | アブダビ・シトロエンWRT (シトロエン・DS3 WRC)                         | 2:53:19.8 | 23         | 396.82 km (246.57 mi) | 82       | 51       |
| 11       | ラリー・ド・フランス - アルザス2013 （10月4日-6日） - 結果およびレポート | 3      | 7      | ヤリ＝マティ・ラトバラ ミーッカ・アンティッラ | フォルクスワーゲン・モータースポーツ (フォルクスワーゲン・ポロ R WRC) | 2:53:27.1 | 23         | 396.82 km (246.57 mi) | 82       | 51       |

ティエリー・ヌービルがオープニングステージでの勝利を逃し、セバスチャン・オジェがタイトルを獲得した。初日を苦心して乗り越えた後、オジェは最終日にリードを確保した。ヌービルは初日リードした物の、ステージ11でのパンクでそれを失う。結局は4位でフィニッシュした。ダニ・ソルドがラリーの大半をリードしたが2位となり、ヤリ＝マティ・ラトバラが3位となった。エフゲニー・ノビコフが5位、ミッコ・ヒルボネンが6位、アンドレアス・ミケルセンが7位、マッズ・オストベルグが8位となった。WRC-2の首位、ロバート・クビサが9位に入り、スポーツカーレーサーのロマン・デュマが10位となった。9度のタイトルを獲得したセバスチャン・ローブは彼にとって最後のラリーを、ステージ15のスリップ横転でフィニッシュできずに終えた。

### ラウンド12 - 第49回ラリー RACC カタルーニャ- コスタ・ドラダ
| ラウンド | ラリー                                                                                 | 表彰台 | 表彰台 | 表彰台                                        | 表彰台                                                                | 表彰台    | 記録       | 記録                  | 記録     | 記録     |
| ラウンド | ラリー                                                                                 | 順位   | 車番   | ドライバー                                    | チーム                                                                | タイム    | ステージ数 | 走行距離              | 出走台数 | 完走台数 |
| -------- | -------------------------------------------------------------------------------------- | ------ | ------ | --------------------------------------------- | --------------------------------------------------------------------- | --------- | ---------- | --------------------- | -------- | -------- |
| 12       | 第49回ラリー RACC カタルーニャ - コスタ・ドラダ （10月25日-27日） - 結果およびレポート | 1      | 8      | セバスチャン・オジェ ジュリアン・イングラシア | フォルクスワーゲン・モータースポーツ (フォルクスワーゲン・ポロ R WRC) | 3:33:21.2 | 23         | 396.82 km (246.57 mi) | 82       | 40       |
| 12       | 第49回ラリー RACC カタルーニャ - コスタ・ドラダ （10月25日-27日） - 結果およびレポート | 2      | 7      | ヤリ＝マティ・ラトバラ ミーッカ・アンティッラ | フォルクスワーゲン・モータースポーツ (フォルクスワーゲン・ポロ R WRC) | 3:33:54.1 | 23         | 396.82 km (246.57 mi) | 82       | 40       |
| 12       | 第49回ラリー RACC カタルーニャ - コスタ・ドラダ （10月25日-27日） - 結果およびレポート | 3      | 2      | ミッコ・ヒルボネン ヤルモ・レーティネン       | シトロエン・トタル・アブダビWRT (シトロエン・DS3 WRC)                 | 3:34:34.9 | 23         | 396.82 km (246.57 mi) | 82       | 40       |

### ラウンド13 - 第69回ウェールズ・ラリーGB
| ラウンド | ラリー                                                            | 表彰台 | 表彰台 | 表彰台                                        | 表彰台                                                                | 表彰台    | 記録       | 記録                  | 記録     | 記録     |
| ラウンド | ラリー                                                            | 順位   | 車番   | ドライバー                                    | チーム                                                                | タイム    | ステージ数 | 走行距離              | 出走台数 | 完走台数 |
| -------- | ----------------------------------------------------------------- | ------ | ------ | --------------------------------------------- | --------------------------------------------------------------------- | --------- | ---------- | --------------------- | -------- | -------- |
| 13       | 第69回ウェールズ・ラリーGB （11月15日-17日） - 結果およびレポート | 1      | 8      | セバスチャン・オジェ ジュリアン・イングラシア | フォルクスワーゲン・モータースポーツ (フォルクスワーゲン・ポロ R WRC) | 3:03:36.7 | 23         | 396.82 km (246.57 mi) | 56       | 43       |
| 13       | 第69回ウェールズ・ラリーGB （11月15日-17日） - 結果およびレポート | 2      | 7      | ヤリ＝マティ・ラトバラ ミーッカ・アンティッラ | フォルクスワーゲン・モータースポーツ (フォルクスワーゲン・ポロ R WRC) | 3:03:58.5 | 23         | 396.82 km (246.57 mi) | 56       | 43       |
| 13       | 第69回ウェールズ・ラリーGB （11月15日-17日） - 結果およびレポート | 3      | 11     | ティエリー・ヌービル ニコラ・ジルソウル       | カタール・ワールドラリーチーム (フォード・フィエスタ RS WRC)          | 3:05:01.2 | 23         | 396.82 km (246.57 mi) | 56       | 43       |

注：
- ^† - ステージキャンセル後日程は短縮された。

## レース結果とランキング

### ドライバーズ・チャンピオンシップ
ポイントは完走者上位10名に与えられる。パワーステージの勝者には3ポイント、2位には2ポイント、3位には1ポイントのボーナスが与えられる。
| 順位     | 1位 | 2位 | 3位 | 4位 | 5位 | 6位 | 7位 | 8位 | 9位 | 10位 |
| -------- | --- | --- | --- | --- | --- | --- | --- | --- | --- | ---- |
| ポイント | 25  | 18  | 15  | 12  | 10  | 8   | 6   | 4   | 2   | 1    |

| 順位 | ドライバー                   | MON | SWE | MEX | POR | ARG | GRE | ITA | FIN | GER | AUS | FRA | ESP | GBR | ポイント |
| ---- | ---------------------------- | --- | --- | --- | --- | --- | --- | --- | --- | --- | --- | --- | --- | --- | -------- |
| 1    | セバスチャン・オジェ         | 2   | 1   | 1   | 1   | 2   | 101 | 1   | 12  | 171 | 1   | 13  | 12  | 1   | 290      |
| 2    | ティエリー・ヌービル         | Ret | 5   | 3   | 17  | 5   | 3   | 2   | 21  | 2   | 2   | 42  | 41  | 31  | 176      |
| 3    | ヤリ＝マティ・ラトバラ       | Ret | 42  | 163 | 3   | 31  | 1   | 3   | 173 | 73  | 4   | 3   | 23  | 2   | 162      |
| 4    | ミッコ・ヒルボネン           | 4   | 17  | 2   | 2   | 63  | 8   | Ret | 4   | 3   | 3   | 6   | 3   | Ret | 126      |
| 5    | ダニ・ソルド                 | 3   | Ret | 4   | 12  | 9   | 2   | 4   | 5   | 12  |     | 21  | Ret | 7   | 123      |
| 6    | マッズ・オストベルグ         | 6   | 3   | 112 | 82  | 7   | 6   | 8   | 3   | 9   | 5   | 8   | 6   | 43  | 102      |
| 7    | エフゲニー・ノビコフ         | Ret | 9   | 10  | 4   | 4   | 92  | Ret | 6   | 10  | 73  | 5   | 5   | 192 | 69       |
| 8    | セバスチャン・ローブ         | 1   | 2   |     |     | 1   |     |     |     |     |     | Ret |     |     | 68       |
| 9    | マルティン・プロコップ       | 7   | 7   | 9   | 7   | 10  | 7   | 5   | Ret | 4   |     | Ret | 7   | 6   | 63       |
| 10   | アンドレアス・ミケルセン     |     |     |     | 6   | 8   | 43  | Ret | 10  | WD  | 6   | 7   | Ret | 5   | 50       |
| 11   | ナッサー・アル＝アティヤ     |     |     | 5   | 5   |     | 5   |     |     | 13  |     |     | Ret | WD  | 30       |
| 12   | エルフィン・エヴァンズ       |     |     |     | 23  |     |     | 6   | Ret | 6   |     | 11  | Ret | 8   | 20       |
| 13   | ロバート・クビサ             |     |     |     | 19  |     | 11  | 9   | 9   | 5   |     | 9   | 9   | Ret | 18       |
| 14   | ブライアン・ブフィエ         | 5   |     |     | 13  |     |     | 31  | WD  |     |     |     |     | Ret | 10       |
| 15   | ユホ・ハンニネン             | Ret | 6   |     | WD  |     |     |     | 32  |     |     |     |     |     | 8        |
| 16   | クリス・アトキンソン         |     |     | 6   |     |     |     |     |     |     |     |     |     |     | 8        |
| 17   | ヤリ・ケトマー               |     | Ret |     |     |     |     |     | 7   |     |     |     |     | 9   | 8        |
| 18   | ヘイデン・パドン             |     |     |     |     |     |     |     | 11  | 8   | 17  |     | 8   |     | 8        |
| 19   | ミカル・コシューツコ         | 10  | 14  | Ret | Ret | Ret | WD  | 7   |     | Ret |     |     |     |     | 7        |
| 20   | ケン・ブロック               |     |     | 7   |     |     |     |     |     |     |     |     |     |     | 6        |
| 21   | ハリド・アル・カシミ         |     | Ret |     | 9   |     | Ret | 10  |     | 11  | 9   |     | 11  |     | 5        |
| 22   | セップ・ヴィーガント         | 8   | 13  |     | 14  |     |     | Ret |     | 14  |     |     | Ret |     | 4        |
| 23   | パー・ガンナー・アンダーソン |     | WD  |     | Ret |     |     | 13  | 8   | Ret |     |     |     |     | 4        |
| 24   | ベニート・グエラ             |     | WD  | 8   |     |     |     |     |     |     |     |     | 14  |     | 4        |
| 25   | ヘニング・ソルベルグ         |     | 8   |     |     |     |     |     |     |     |     |     |     |     | 4        |
| 26   | ネイサン・クイン             |     |     |     |     |     |     |     |     |     | 8   |     |     |     | 4        |
| 27   | オリビエ・ブリ               | 9   |     |     |     |     |     |     |     |     |     |     |     |     | 2        |
| 28   | アブドルアジズ・アル＝クワリ |     |     | 12  | 16  | 13  | 13  | 11  |     |     | 10  |     | 10  | WD  | 2        |
| 29   | ヤジード・アル＝ラジヒ       |     | 10  |     | WD  |     |     |     | 12  |     | 13  |     | 12  | 18  | 1        |
| 30   | エサペッカ・ラッピ           | Ret |     |     | 10  |     |     |     | 31  |     |     |     |     |     | 1        |
| 31   | ロマン・デュマ               |     |     |     |     |     |     |     |     |     |     | 10  |     |     | 1        |
| 32   | マーク・ヒギンズ             |     |     |     |     |     |     |     |     |     |     |     |     | 10  | 1        |
| 順位 | ドライバー                   | MON | SWE | MEX | POR | ARG | GRE | ITA | FIN | GER | AUS | FRA | ESP | GBR | ポイント |

| 色     | 結果                    |
| ------ | ----------------------- |
| 金色   | 優勝                    |
| 銀色   | 2位                     |
| 銅色   | 3位                     |
| 緑     | ポイント圏内完走        |
| 青灰色 | ポイント圏外完走        |
| 青灰色 | WRCアカデミー完走 (Aca) |
| 紫     | リタイヤ (Ret)          |
| 黒     | 除外 (EX)               |
| 黒     | 失格（DSQ）             |
| 白     | スタートせず (DNS)      |
| 空白   | エントリーせず (WD)     |

注
1 2 3 - 右肩の数字はパワーステージの順位

### コ・ドライバーズ・チャンピオンシップ
| 順位 | ドライバー                   | MON | SWE | MEX | POR | ARG | GRE | ITA | FIN | GER | AUS | FRA | ESP | GBR | ポイント |
| ---- | ---------------------------- | --- | --- | --- | --- | --- | --- | --- | --- | --- | --- | --- | --- | --- | -------- |
| 1    | ジュリアン・イングラシア     | 2   | 1   | 1   | 1   | 2   | 101 | 1   | 12  | 171 | 1   | 13  | 13  | 1   | 290      |
| 2    | ニコラ・ジルソウル           | Ret | 5   | 3   | 17  | 5   | 3   | 2   | 21  | 2   | 2   | 42  | 41  | 31  | 173      |
| 3    | ミーッカ・アンティッラ       | Ret | 42  | 163 | 3   | 31  | 1   | 3   | 173 | 73  | 4   | 3   | 2   | 2   | 163      |
| 4    | ヤルモ・レーティネン         | 4   | 17  | 2   | 2   | 63  | 8   | Ret | 4   | 3   | 3   | 6   | 3   | Ret | 126      |
| 5    | カルロス・デル・バリオ       | 3   | Ret | 4   | 12  | 9   | 2   | 4   | 5   | 12  |     | 21  | Ret | 7   | 123      |
| 6    | ジョナス・アンダーソン       | 6   | 3   | 112 | 82  | 7   | 6   | 8   | 3   | 9   | 5   | 8   | 6   | 42  | 102      |
| 7    | イルカ・ミノル               | Ret | 9   | 10  | 4   | 4   | 92  | Ret | 6   | 10  | 71  | 5   | 5   | 192 | 69       |
| 8    | ダニエル・エレナ             | 1   | 2   |     |     | 1   |     |     |     |     |     | Ret |     |     | 68       |
| 9    | ミハエル・エルンスト         | 7   | 7   | 9   | 7   | 10  | 7   | 5   | Ret | 4   |     | Ret | 7   | 6   | 63       |
| 10   | ジョヴァンニ・ベルナッキーニ |     | 27  | 5   | 5   |     | 5   | 6   | 13  |     |     |     | Ret | WD  | 38       |
| 11   | ミッコ・マルックラ           |     |     |     | 6   | 8   | 43  | Ret | 10  | WD  |     |     | Ret | 5   | 36       |
| 12   | マシーク・バラン             |     |     |     | 19  |     | 11  | 9   | 9   | 5   |     | 9   | 9   |     | 18       |
| 13   | ポール・ネーグル             |     |     |     |     |     |     |     |     |     | 6   | 7   |     |     | 14       |
| 14   | ダニエル・バーリット         |     |     |     | 32  |     |     |     | Ret | 6   |     | 11  | Ret | 8   | 12       |
| 15   | ザビエル・パンセリ           | 5   |     |     | 13  |     |     | 31  | WD  |     |     |     |     | Ret | 10       |
| 16   | トミ・ツオミネン             | Ret | 6   |     | WD  |     |     |     | 32  |     |     |     |     |     | 8        |
| 17   | ステファン・プレボー         |     |     | 6   |     |     |     |     |     |     |     |     |     |     | 8        |
| 18   | エミール・アクセルソン       |     | 8   |     | Ret |     |     | 13  | 8   | Ret |     |     |     |     | 8        |
| 19   | ジョン・ケナード             |     |     |     |     |     |     |     | 11  | 8   | 17  |     | 8   |     | 8        |
| 20   | マシーク・スチェパニアク     | 10  | 14  | Ret | Ret | Ret | WD  | 7   |     | Ret |     |     |     |     | 7        |
| 21   | アレックス・ジェルソミーノ   |     |     | 7   |     |     |     |     |     |     |     |     |     |     | 6        |
| 22   | マルコ・サーリネン           |     |     |     |     |     |     |     | 7   |     |     |     |     |     | 6        |
| 23   | スコット・マーティン         |     | Ret |     | 9   |     | Ret | 10  |     | 11  | 9   |     | 11  |     | 5        |
| 24   | フランク・クリスティアン     | 8   | 13  |     | 14  |     |     | Ret |     | 14  |     |     | Ret |     | 4        |
| 25   | ボルハ・ロサダ               |     | WD  | 8   |     |     |     |     |     |     |     |     | 14  |     | 4        |
| 26   | グレン・マクニール           |     |     |     |     |     |     |     |     |     | 8   |     |     |     | 4        |
| 27   | ギョーム・デュヴァル         | 9   |     |     |     |     |     |     |     |     |     | 17  |     |     | 2        |
| 28   | キリアン・ダフィー           |     |     | 12  | 16  | 13  | 13  | 11  |     |     | 10  |     | 10  | WD  | 2        |
| 29   | タピオ・スオミネン           |     |     |     |     |     |     |     |     |     |     |     |     | 9   | 1        |
| 30   | マイケル・オアー             |     | 10  |     | WD  |     |     |     | 12  |     | 13  |     | 12  | 18  | 1        |
| 31   | ヤンネ・フェルム             | Ret |     |     | 10  |     |     |     | 31  |     |     |     |     |     | 1        |
| 32   | デニス・ジロウデ             |     |     |     |     |     |     |     |     |     |     | 10  |     | 11  | 1        |
| 33   | カール・ウィリアムソン       |     |     |     |     |     |     |     |     |     |     |     |     | 10  | 1        |
| 順位 | ドライバー                   | MON | SWE | MEX | POR | ARG | GRE | ITA | FIN | GER | AUS | FRA | ESP | GBR | ポイント |

| 色     | 結果                    |
| ------ | ----------------------- |
| 金色   | 優勝                    |
| 銀色   | 2位                     |
| 銅色   | 3位                     |
| 緑     | ポイント圏内完走        |
| 青灰色 | ポイント圏外完走        |
| 青灰色 | WRCアカデミー完走 (Aca) |
| 紫     | リタイヤ (Ret)          |
| 黒     | 除外 (EX)               |
| 黒     | 失格（DSQ）             |
| 白     | スタートせず (DNS)      |
| 空白   | エントリーせず (WD)     |

注
1 2 3 - 右肩の数字はパワーステージの順位

### マニファクチャラー・チャンピオンシップ
| 順位 | マニファクチャラー                                 | 車番 | MON | SWE | MEX | POR | ARG | GRE | ITA | FIN | GER | AUS | FRA | ESP | GBR | ポイント |
| ---- | -------------------------------------------------- | ---- | --- | --- | --- | --- | --- | --- | --- | --- | --- | --- | --- | --- | --- | -------- |
| 1    | フォルクスワーゲン・モータースポーツ               | 7    | Ret | 4   | 10  | 3   | 3   | 1   | 3   | 7   | 5   | 4   | 3   | 2   | 2   | 425      |
| 1    | フォルクスワーゲン・モータースポーツ               | 8    | 2   | 1   | 1   | 1   | 2   | 10  | 1   | 1   | 10  | 1   | 1   | 1   | 1   | 425      |
| 2    | シトロエン・トタル・アブダビ・ワールドラリーチーム | 1    | 1   | 2   |     |     | 1   |     |     |     |     |     | Ret |     |     | 280      |
| 2    | シトロエン・トタル・アブダビ・ワールドラリーチーム | 2    | 4   | 9   | 2   | 2   | 6   | 8   | Ret | 4   | 3   | 3   | 6   | 3   | Ret | 280      |
| 2    | シトロエン・トタル・アブダビ・ワールドラリーチーム | 3    |     |     | 4   | 9   |     | 2   | 4   | 5   | 1   | Ret |     | Ret | 7   | 280      |
| 3    | カタール・Mスポーツ・ワールドラリーチーム          | 4    | 5   | 3   | 9   | 7   | 7   | 6   | 7   | 3   | 6   | 5   | 8   | 6   | 4   | 190      |
| 3    | カタール・Mスポーツ・ワールドラリーチーム          | 5    | Ret | 7   | 8   | 4   | 4   | 9   | Ret | 6   | 7   | 7   | 5   | 5   | 8   | 190      |
| 4    | カタール・ワールドラリーチーム                     | 6    | Ret |     | 5   |     |     | 5   |     |     | 9   |     |     | Ret | WD  | 184      |
| 4    | カタール・ワールドラリーチーム                     | 11   | Ret | 5   | 3   | 10  | 5   | 3   | 2   | 2   | 2   | 2   | 4   | 4   | 3   | 184      |
| 5    | ジポカー・チェコ・ナショナルチーム                 | 21   |     | 6   | 7   | 6   | 10  | 7   | 5   | Ret | 4   |     | Ret | 7   | 6   | 65       |
| 6    | アブダビ・シトロエン・トタル・ワールドラリーチーム | 10   | 3   | Ret | 6   | 8   | 9   | Ret | 8   | Ret | 8   | 8   | 2   | 8   | Ret | 63       |
| 7    | フォルクスワーゲン・モータースポーツ II            | 9    |     |     |     | 5   | 8   | 4   | Ret |     | WD  | 6   | 7   | Ret | 5   | 50       |
| 8    | / ロトス・チームWRC                                | 12   | 6   | 8   | Ret | Ret | Ret | WD  | 6   |     | Ret |     |     |     |     | 20       |
| 順位 | マニファクチャラー                                 | 車番 | MON | SWE | MEX | POR | ARG | GRE | ITA | FIN | GER | AUS | FRA | ESP | GBR | ポイント |

| 色     | 結果                    |
| ------ | ----------------------- |
| 金色   | 優勝                    |
| 銀色   | 2位                     |
| 銅色   | 3位                     |
| 緑     | ポイント圏内完走        |
| 青灰色 | ポイント圏外完走        |
| 青灰色 | WRCアカデミー完走 (Aca) |
| 紫     | リタイヤ (Ret)          |
| 黒     | 除外 (EX)               |
| 黒     | 失格（DSQ）             |
| 白     | スタートせず (DNS)      |
| 空白   | エントリーせず (WD)     |

## 参照
1. ↑  Evans, David (2012年7月12日). “Monte Carlo Rally confirms 2013 date”. Autosport.com (Haymarket Publications) 2012年8月23日閲覧。
2. 1 2  Evans, David (2012年9月28日). “Rally GB to conclude the 2013 WRC season”. Autosport.com (Haymarket Publications) 2012年12月9日閲覧。
3. 1 2 3 4  Weeks, James (2011年11月23日). “Ogier joins Volkswagen WRC programme”. motorstv.com (Motors TV) 2012年8月5日閲覧。
4. 1 2  O'Leary, Jamie (2012年10月16日). “Ford to pull works backing from the WRC”. Autosport.com (Haymarket Publications) 2012年10月16日閲覧。
5. 1 2  Evans, David (2012年10月12日). “Mini ends works WRC programme”. Autosport.com (Haymarket Publications) 2012年10月14日閲覧。
6. ↑  Evans, David (2012年9月27日). “Peugeot uncovers new 208 R5-spec rally car”. Autosport.com (Haymarket Publications) 2012年9月27日閲覧。
7. 1 2  “New system to boost entries”. WRC.com.  Federation Internationale de l'Automobile (2012年11月22日). 2012年11月22日閲覧。
8. 1 2 3 4  Elizalde, Pablo (2012年9月27日). “Sebastien Loeb to compete in World Rally Championship part-time in 2013”. Autosport.com (Haymarket Publications) 2012年9月27日閲覧。
9. ↑  “2012 FIA Drivers' Championship Standings”. WRC.com. 2012年12月10日閲覧。
10. ↑  “Sordo's stage win seals Ogier's title”. WRC.com. 2013年10月13日閲覧。
11. ↑  “Capito's Delight after Title Double”. WRC.com (WRC Promoter GmbH) 2013年11月1日閲覧。
12. ↑  “Coates Hire takes major backing of Rally Australia”. Speedcafe.com. (2013年2月28日) 2013年2月23日閲覧。
13. 1 2  Evans, David (2013年4月25日). “Rally GB picks Deeside as new base in moves to north Wales”. Autosport.com (Haymarket Publications) 2013年4月25日閲覧。
14. ↑  Evans, David (2013年1月25日). “Acropolis Rally undergoes changes for 2013”. autosport.com (Haymarket Publications) 2013年1月25日閲覧。
15. ↑  “Rally Australia changes revealed”. WRC.com. (2013年5月15日) 2013年5月18日閲覧。
16. ↑  Heimrich, Michael (2012年12月6日). “Deutschland: Koln und Nacht-WP [Germany: Cologne and Night]” (German). Rally-Mazagin.de 2012年12月10日閲覧。
17. ↑  “Catalunya introduces night stages”. Autosport.com (Haymarket Publications). (2013年6月7日) 2013年6月8日閲覧。
18. ↑  Evans, David (2012年9月19日). “How to make Rally GB great again”. Autosport.com (Haymarket Publications) 2012年12月9日閲覧。
19. ↑  “Classic stages return to Wales Rally GB”. WRC.com. (2013年5月17日) 2013年5月18日閲覧。
20. ↑  “Exciting changes for Mexico route”. WRC.com. (2012年12月19日) 2012年12月20日閲覧。
21. ↑  “Latvala rules out Sweden hat-trick”. WRC.com. (2012年12月20日) 2012年12月20日閲覧. "Next year’s Rally Sweden forms round two of the 13-event WRC season. It consists of 22 stages over a competitive distance of 339 kilometres with the start and finish in Karlstad and the permanent service park in Hagfors. Friday’s route is based in the Hagfors region, Saturday’s stages take place east of the town with the bulk of Sunday’s action taking place over the border in Norway."
22. ↑  “New look for Citroen in the WRC”. WRC.com (2012年12月6日). 2012年12月6日閲覧。
23. 1 2  Elizalde, Pablo (2011年11月16日). “Mikko Hirvonen replaces Sebastien Ogier at Citroen”. Autosport.com (Haymarket Publications) 2012年8月23日閲覧. "The French car maker said Hirvonen has signed a two-year deal until the end of 2013."
24. 1 2 3  Beer, Matt (2012年11月15日). “Dani Sordo returns to Citroen for 2013 World Rally Championship”. Autosport.com (Haymarket Publications) 2012年11月15日閲覧. "Citroen has chosen Dani Sordo as its second driver for the 2013 World Rally Championship season."
25. ↑  Evans, David; Beer, Matt (2013年8月12日). “Meeke replaces Sordo at Citroen for Rally Australia”. Autosport.com (Haymarket Publications) 2013年8月16日閲覧。
26. ↑  “Australia Manufacturers' Entry List”. FIA.com.  Federation Internationale de l'Automobile. 2013年8月15日閲覧。
27. ↑  “New colours, same desire to win!”. citroen-wrc.com.  Citroen World Rally Team (2012年12月6日). 2012年12月6日閲覧。
28. ↑  “@CitroenRacing: 5 December”. Twitter.   Twitter Inc. (2012年12月5日). 2012年12月13日閲覧。
29. 1 2 3 4  “Four rounds for number one Loeb”. WRC.com. (2012年12月6日) 2012年12月6日閲覧。
30. ↑  “Sordo linked to full campaing”. WRC.com. (2012年12月19日) 2012年12月19日閲覧。
31. 1 2 3  “Citroen pursues its involvement in the WRC”. citroen-wrc.com (Citroen Racing). (2012年9月27日). "A Citroen DS3 WRC will also be entrusted to the United Arab Emirates driver Khaleed Al-Qassimi"
32. ↑  “4 rounds for Loeb in 2013”. irallylive.com. (2012年12月6日) 2012年12月6日閲覧。
33. 1 2  “‘Surprised’ Atko gets Citroen for Mexico”. wrc.com. (2013年2月6日) 2013年2月7日閲覧。
34. ↑  “Meeke lands factory drive for Finland”. autosport.com (Haymarket Publications). (2013年6月29日) 2013年6月29日閲覧。
35. ↑  “Meeke given ‘dream’ drive in Finland”. WRC.com. (2013年6月30日) 2013年7月1日閲覧。
36. ↑  “Kubica gets WRC reward for GB”. WRC.com.   WRC.com. 2013年10月15日閲覧。
37. ↑  Evans, David (2013年11月6日). “Robert Kubica gets new WRC Rally GB co-driver”. Autosport (Haymarket Publications) 2013年11月6日閲覧。
38. 1 2 3 4 5 6 7  “2013 FIA WRC Manufacturer Entries - Rally Sweden”. FIA.com.  FIA. 2013年1月22日閲覧。
39. 1 2 3 4  “M-Sport inks Qatar WRC deal”. WRC.com. (2012年11月26日)
40. ↑  “Rally Spain Entry List”. rallyracc.com. 2013年10月1日閲覧。
41. 1 2 3  “M-Sport confirm Ostberg for 2013”. m-sport.co.uk. (2012年11月26日)
42. 1 2 3 4 5 6  “Novikov and Neuville join Qatar M-Sport quartet for 2013”. M-Sport.co.uk (Qatar M-Sport World Rally Team). (2012年12月15日) 2012年12月15日閲覧。
43. 1 2  “Paddon gets WRC drive in Spain”. QatarMSportWRT.com. (2013年9月25日)
44. 1 2  “Wales Entry List”. WalesRallyGB.com.   WalesRallyGB.com. 2013年10月21日閲覧。
45. 1 2 3 4 5 6 7 8 9 10 11 12  “81e Rallye Monte Carlo 2013 Entry List”. rallye-magazin.de.  Monte Carlo Rally (2012年12月20日). 2012年12月21日閲覧。
46. ↑  “Manufacture Entry for Rally Portugal”. FIA.com. (2013年3月15日) 2013年3月18日閲覧。
47. 1 2  Evans, David (2012年12月1日). “Juho Hanninen set for M-Sport Ford WRC switch after Skoda exit”. Autosport.com (Haymarket Publications) 2012年12月1日閲覧。
48. ↑  “Juho Hanninen huippukalustolla rallin MM-sarjaan [Juho Hanninen gets "top equipment" for World Rally Championship]” (Finnish). MTV3.fi (MTV3). (2012年11月30日) 2012年12月1日閲覧。
49. 1 2  “Wilson replaces Al-Attiyah”. rallysweden.com. (2013年2月4日) 2013年2月4日閲覧。
50. ↑  “World Rally Car surprise for Evans”. WRC.com. (2013年6月13日) 2013年6月13日閲覧。
51. 1 2  “Kuipers gets Qatar M-Spoer call up for Portugal”. QatarMSportWRT.com. (2013年4月3日)
52. 1 2 3 4 5  “Provisory Entry List for Rally Argentina”. rallyargentina.com. (2013年4月3日) 2013年4月4日閲覧。
53. 1 2 3  “Kosciuszko ditches Mini for M-Sport Fiesta”. WRC.com.   WRC.com. 2013年5月27日閲覧。
54. ↑  “Martin Prokop p?ed sezonou 2013 [Martin Prokop pre-season 2013]” (Czech). Autosport.cz. (2012年12月16日) 2012年12月17日閲覧。
55. 1 2 3  “Volkswagen confirms Latvala for 2013”. Autosport.com (Haymarket Publications). (2012年10月17日) 2012年10月17日閲覧。
56. 1 2 3 4  Elizalde, Pablo (2011年11月23日). “Sebastien Ogier joins Volkswagen's WRC team”. Autosport 2012年8月5日閲覧。
57. ↑  “Updated list of Entrants for the 2013 FIA World Rally Championship for Manufacturers”. FIA.com. (2013年3月6日) 2013年3月6日閲覧。
58. 1 2 3 4 5 6  “Rally Finland Draft Entry List”. nesteoilrallyfinland.fi. 2013年7月4日閲覧。
59. 1 2 3  “Mikkelsen confirmed for third VW”. Autosport.com (Haymarket Publications). (2012年12月8日) 2012年12月8日閲覧。
60. ↑  “Nagle to co-drive for Mikkelsen in Australia”. WRC.com. (2013年8月27日) 2013年8月27日閲覧。
61. 1 2 3 4 5  “81e Rallye Monte Carlo 2013 List of entries in seeded order”. rallylink.it.  Monte Carlo Rally. 2012年12月28日閲覧。
62. 1 2 3  “Rally Mexico Entry List”. rallymexico.com. 2013年2月18日閲覧。
63. 1 2 3 4 5 6  “Rallye de France Alsace Entry List”. rallyedefrance.com. 2013年9月13日閲覧。
64. ↑  “Rallye de France Alsace FIA Entry List”. FIA.com. 2013年10月7日閲覧。
65. 1 2 3 4 5 6 7 8 9 10  “Rally Sweden 2013 Draft Entry List”. rallysweden.com.  Rally Sweden. 2013年1月12日閲覧。
66. 1 2 3  “Strong entries in Rally Sweden”. rallysweden.com. (2013年1月8日) 2013年1月9日閲覧。
67. 1 2 3  “Andersson set for WRC return”. WRC.com. (2013年5月14日) 2013年5月14日閲覧。
68. 1 2 3  “WRC 2 championship leader Al-Kuwari steps up to WRC Ford”. autosport.com. (2013年9月27日) 2013年9月27日閲覧。
69. 1 2  Beer, Matt (2013年1月7日). “Jari Ketomaa gets drive for snow WRC and ERC rallies”. Autosport.com (Haymarket Publications) 2013年1月7日閲覧。
70. 1 2 3  Beer, Matt (2013年1月23日). “Ken Block aiming for three rounds of 2013 World Rally Championship”. Autosport.com (Haymarket Publications) 2013年1月23日閲覧. "Despite a similar busy schedule this season, Block said his renamed Hoonigan Racing Division would still be involved in the WRC."
71. 1 2  “More MINI magic expected in 2013”. (2012年10月15日) 2012年10月15日閲覧。
72. ↑  “Prodrive: we’ll be back”. WRC.com. (2012年12月21日) 2012年12月22日閲覧。
73. ↑  “Suomalaislupaus jatkaa Minin WRC-autolla [Finnish rising star continues with Mini WRC]” (Finnish). (2013年1月8日) 2013年1月8日閲覧。
74. 1 2 3  “Rally Australia Entry List”. rallyaustralia.com. 2013年8月21日閲覧。
75. ↑  Evans, David (2012年12月29日). “Dani Sordo says he is hungrier than ever ahead of Citroen return”. Autosport.com (Haymarket Publications) 2012年12月30日閲覧。
76. ↑  Evans, Daivd (2012年9月27日). “Hyundai reveals new i20 World Rally Car”. Autosport.com (Haymarket Publications) 2012年9月27日閲覧。
77. ↑  “Sebastien Ogier will contest the full 2012 WRC schedule in a Skoda”. Autosport (Haymarket Publications). (2011年11月24日) 2012年8月25日閲覧。
78. ↑  “Atkinson gets Citroen for Mexico”. Eurosport.com. (2013年2月4日) 2013年2月4日閲覧。
79. ↑  “Qatar backs Ford team entry in World Rally Championship”. Speedcafe. (2012年11月27日) 2012年11月27日閲覧。
80. ↑  “Ford exit key to Lavala's VW move”. Autosport.com (Haymarket Publications). (2012年10月18日) 2012年10月19日閲覧。
81. ↑  “Nogaro FIA GT Series Entry List 2013”. automobilsport.com. (2013年3月22日) 2013年3月29日閲覧。
82. ↑  “Sebastien Loeb to contest Pikes Peak with Peugeot”. SpeedCafe.com. (2013年3月29日) 2013年3月29日閲覧。
83. ↑  “Homecoming for ace Neuville”. WRC.com. (2012年12月16日) 2012年12月16日閲覧。
84. ↑  “Petter Solberg legger opp - Den tidligere verdensmesteren har kjort sitt siste VM-lop? [Petter Solberg adds up - The former world champion has run his last World Cup race]” (Norwegian). Nettavisen.no (Nettavisen). (2012年12月4日) 2012年12月4日閲覧。
85. ↑  “When the prime minister called Petter”. WRC.com. (2012年12月17日) 2012年12月17日閲覧。
86. ↑  Elizalde, Pablo (2012年8月13日). “Toyota unveils entry-level WRC Yaris”. Autosport.com (Haymarket Publications) 2012年8月13日閲覧. "Toyota said the car will be able to compete in the World Rally Championship under the R1A regulations once it is homologated by the FIA before the end of the year."
87. ↑  “Specific regulations for cars in Groups R”. FIA.com.  Federation Internationale de l'Automobile (2012年5月19日). 2012年8月23日閲覧。
88. 1 2 3 4 5  “2013 FIA World Rally Championship Sporting Regulations”. fia.com.   Federation Internationale de l'Automobile (2012年12月17日). 2012年12月29日閲覧。
89. ↑  “Junior WRC dates revealed”. WRC.com. (2012年12月18日) 2012年12月18日閲覧。
90. ↑  Evans, David (2011年11月29日). “WRC commercial rights holder's parent company CSI goes into Administration”. Autosport.com (Haymarket Publications) 2012年8月23日閲覧。
91. ↑  Evans, David (2012年1月7日). “Eurosport set to become World Rally Championship promoter as North One's Qatar deal falls through”. Autosport.com (Haymarket Publications) 2012年8月23日閲覧。
92. ↑  “Red Bull seals WRC promoter deal”. Autosport.com (Haymarket Publications). (2012年9月28日) 2012年10月1日閲覧。
93. ↑  Evans, David (2013年1月16日). “Monte Carlo Rally: World Rally Teams furious over timing issue”. Autosport.com (Haymarket Publications) 2012年1月16日閲覧。
94. ↑  Beer, Matt (2013年1月16日). “Monte Carlo Rally: Sebastien Ogier and VW win opening stage”. Autosport.com (Haymarket Publications) 2013年1月19日閲覧。
95. ↑  “Team bosses reflect on opening day of Monte”. WRC.com. (2013年1月16日) 2013年1月19日閲覧。
96. ↑  “Master' Loeb, wins Rallye Monte-Carlo”. ralliheart.com. (2013年1月20日) 2013年1月20日閲覧。
97. ↑  Evans, David (2013年1月19日). “Monte Carlo Rally: Loeb wins as final stages cancelled”. Autosport.com (Haymarket Publications) 2013年1月19日閲覧。
98. 1 2  “SS2: Ogier and Latvala set pace in day 1 opener”. WRC.com. (2013年2月8日) 2013年2月11日閲覧。
99. ↑  “SS17: Loeb goes on the attack”. WRC.com. (2013年2月10日) 2013年2月11日閲覧。
100. 1 2  “After SS21: Ogier pulls clear”. WRC.com. (2013年2月10日) 2013年2月11日閲覧。
101. ↑  “SS22: Ogier takes Power Stage win”. WRC.com. (2013年2月10日) 2013年2月11日閲覧。
102. ↑  “Rallye de France-Alsace Bulletin”. FIA.com.   FIA.com. 2013年10月14日閲覧。
103. 1 2  “2013 FIA World Rally Championship For Manufacturers - List of Entrants”. FIA.com (Federation Internationale de l'Automobile). (2013年1月13日) 2013年1月20日閲覧。